# Курт Кобейн
Курт До́нальд Кобе́йн (англ. Kurt Donald Cobain; 20 лютого 1967, Абердин, Вашингтон — 5 квітня 1994, Сієтл) — американський рок-музикант і композитор, фронтмен гурту Nirvana.

## Біографія

### Дитинство та юність
Курт Кобейн народився 20 лютого 1967 року в лікарні Grays Harbor Community Hospital в місті Абердині, штат Вашингтон, неподалік від Сієтлу.
Курт зростав у сім'ї, яка любила музику: його дядько по матері, Чак Фраденбург, виступав із групою The Beachcombers, тітка Мері Ерл грала на гітарі в різних місцевих ансамблях, двоюрідний дід Делберт зробив кар'єру тенора. Інтерес до музики проявився в хлопця досить рано: за словами його родичів, вже у віці двох років він із задоволенням співав пісні The Beatles. У чотири роки він написав свою першу пісню про поїздку в місцевий парк. У семирічному віці отримав у подарунок від тітки ударну установку. Крім здібностей до музики, він показав себе і як талановитий маленький художник. У цьому його заохочувала бабуся, яка була професійною художницею.
Коли Курту було дев'ять років, його батьки розлучилися. У 1993 році Кобейн розповідав про це:

«Я соромився своїх батьків. Я не міг нормально спілкуватися з однокласниками, бо мені страшенно хотілося мати типову родину: мати, батько. Я хотів цієї впевненості, і через це я кілька років злився на батьків».
Оригінальний текст (англ.)
I was ashamed of my parents. I could not face some of my friends at school anymore, because I desperately wanted to have the classic, you know, typical family. Mother, father. I wanted that security, so I resented my parents for quite a few years because of that.
— Savage, Jon.  "Kurt Cobain: The Lost Interview."  Guitar World.  1 997
Деякий час хлопчик жив із матір'ю, однак у нього не склалися стосунки з її новим приятелем, 22-річним Майком Медаком, і він переїхав до батька в Монтесано. Дональд незабаром одружився з Дженні Вестбі, у якої було двоє дітей, Мінді і Джеймс. У січні 1979 року Дженні народила ще одну дитину, Чеда, рідного брата Курта. Але Курт не ладнав із Дженні, тому йому довелося піти від батька — хлопчик жив то у Ліланда і Айріс, батьків Дональда, то у родичів з боку матері.
У 14 років Курт закинув гру на барабанах і почав вчитися грі на гітарі, подарованій йому дядьком Чаком на день народження. Приблизно в той же час Курт зацікавився панком, прочитавши статтю про групу Sex Pistols в журналі «Creem». Незабаром він познайомився з учасниками абердинського колективу Melvins, який грав музику, що поєднувала в собі елементи панку і хард-року (згодом цей стиль був названий «гранджем»). Туди також приходив і Кріст Новоселіч, з яким вони подружилися.
У 1984 році Венді Кобейн одружилася з Петом О'Коннором, докером з алкоголізмом, який одного разу зламав їй руку. Через складні стосунки з рідними Курт постійно бродяжив. За його словами, деякий час він жив під мостом річки Уишка, що надихнуло його на написання пісні «Something in the Way». Пізніше йому все-таки довелося влаштуватися на роботу. 18 травня 1986 року Курт був заарештований за незаконне проникнення на чужу територію, а також вживання алкоголю і був ув'язнений на 8 днів.

### Nirvana
В 1985 році Курт організував групу, названу Fecal Matter, до складу якої входили бас-гітарист Дейл Кровер, барабанщика Грег Хокансон і власне Кобейн — вокаліст і гітарист. Приблизно через рік Fecal Matter розпалися, так і не випустивши жодного диска; після цього Курт почав поширювати серед знайомих демозапис Fecal Matter — він хотів створити нову групу. Одна з касет дісталася Крісту Новоселичу — так була створена нова команда, в якій незабаром з'явився третій учасник — ударник Чед Ченнінг. Група змінила кілька назв: «Skid Row», «Ted Ed Fred», «Bliss», «Pen Cap Chew», — проте в підсумку отримала назву «Nirvana».
Я шукав назву, яка була б гарною або приємною.
— пояснював Кобейн. 1988 року вийшов перший сингл групи — «Love Buzz / Big Cheese», а вже в наступному році з'явився в продажу дебютний альбом Nirvana — Bleach.
У 1991 році був виданий другий альбом Nirvana — Nevermind, який став для групи несподіваним проривом у мейнстрім. Сингл «Smells Like Teen Spirit», на загальний подив, став хітом на MTV (хоча спочатку передбачалося, що провідним синглом із платівки стане «Lithium»). Раптовий успіх Nirvana на міжнародній сцені привернув увагу публіки до сієтлського гранж-гурту  і породив хвилю наслідувачів. ЗМІ називали Nirvana «флагманом покоління Х», а самого Кобейна — «голосом покоління». Сам Кобейн відчував дискомфорт від популярності, що раптово звалилася на нього: сам він бачив себе перш за все представником незалежної рок-сцени, і його дратувало те, що він став кумиром широких мас. Наступний альбом групи, In Utero, він навмисно зробив набагато важчим і похмурим, щоб відлякати широкого слухача і проголосити повернення Nirvana до її «незалежного» коріння (продюсером альбому став Стів Альбіні, лідер нойз-рок — гурту Big Black). Проте, альбом, хоч і не став таким же успішним, як Nevermind, все ж був популярним серед слухачів і досяг високих місць у чартах.
Попри те, що Nirvana була «аполітичною» групою і не приділяла великого значення соціальним питанням, як це робили багато панк -ансамблів, Кобейн, проте, користувався своєю популярністю, щоб донести до публіки свої ідеї. Він був активним захисником прав жінок і секс-меншин і підтримував прочойс (при тому, що особисто він захоплювався материнством і жінками-матерями), внаслідок чого неодноразово отримував погрози на свою адресу. В буклет до збірки Incesticide були включені слова: «Якщо хто-небудь із вас через що-небудь ненавидить гомосексуалів, людей іншої раси або жінок, будь ласка, зробіть для нас ласку — йдіть нафіг і залиште нас у спокої! Чи не приходьте на наші концерти і не купуйте наші альбоми». На одному з концертів Кобейн, побачивши, що в перших рядах залу для глядачів якийсь чоловік чіпляється до жінки, покинув гітару, підійшов до місця події і покликав туди охорону, вказавши порушникові порядку на двері.

## Особисте життя
Курт Кобейн і його майбутня дружина Кортні Лав познайомилися в 1990 році на концерті в Портлендському клубі, де виступали зі своїми групами. Кортні, за її словами, побачила Nirvana на концерті в 1989 році і вже тоді звернула на Кобейна увагу, проявила до нього інтерес, проте Курт поводився ухильно. Пізніше він пояснював:
Я хотів побути холостяком ще рік, але усвідомлював, що насправді був до нестями захоплений Кортні, і триматися від неї осторонь протягом стількох місяців було важко.
У 1991 році, дізнавшись від Дейва Грола про інтерес Курта щодо неї, Кортні знову почала «переслідувати» його. У них зав'язався роман. 1992 року Лав повідомила, що чекає від Кобейна дитину, і 24 лютого 1992 року на гавайському пляжі у Вайкікі відбулася церемонія їх одруження. На Кортні була сукня, що колись належала акторці Френсіс Фармер, якою захоплювалися молодята, а Курт був одягнений у піжаму — «тому що йому було лінь одягати костюм».
Дочка Курта Кобейна і Кортні Лав, Френсіс Бін Кобейн, народилася 18 серпня 1992 року. Своє ім'я вона отримала від Френсіс МакКі, вокалістки улюбленої шотландської групи Кобейна The Vaselines. Незадовго до народження дівчинки відбулося сумнозвісне інтерв'ю Кортні з Лінн Хіршберг з Vanity Fair. У ньому Кортні обмовилася, що деякий час вживала героїн під час вагітності, ще не знаючи про свою вагітність. Хіршберг, однак, представила все так, ніби Лав продовжувала вживати наркотики вже після того, як дізналася, що вагітна, і висловила свою «стурбованість» тим, що відбувається. Кортні заявила, що журналістка спотворила її слова, але та наполягала, що у її розпорядженні записи. Кобейни не відразу зрозуміли, що цією статтею було нанесено серйозний удар по їх репутації. Незабаром після народження Френсіс їм довелося зіткнутися з правоохоронними органами — лос-анджелеський Департамент у справах дитинства порушив проти них справу про позбавлення подружжя батьківських прав, ґрунтуючись саме на цій публікації. Судові розгляди тривали кілька місяців, у результаті Кобейну все ж дозволили самостійно виховувати дочку, проте їх зобов'язали регулярно проходити тести на наркотики. Курт був глибоко ображений тим, що відбувається, вважаючи, що проти нього і його дружини йшла справжня війна, і порівнював себе з Френсіс Фармер, яку багато хто вважав жертвою змови (в 1945 році актрису, яка за кілька років до цього відвідала СРСР і була підозрювана в комуністичних симпатіях, насильно госпіталізували з шизофренією і піддали лоботомії). В альбомі In Utero, що вийшов наступного році, зустрічається ряд дошкульних відсилань до скандалу зі статтею Хіршберг і «полювання на відьом», розгорнутого пресою проти Кортні Лав.

## Наркозалежність та проблеми зі здоров'ям

### Проблеми зі здоров'ям
Певні проблеми зі здоров'ям переслідували музиканта з раннього віку. Він все життя страждав від хронічного бронхіту та болів у шлунку нез'ясованого походження (іноді він стверджував, що почав вживати героїн, щоб притупити біль. У дитинстві йому поставили діагноз «синдром дефіциту уваги і гіперактивності», він був змушений приймати риталін; пізніше йому було діагностовано біполярний афективний розлад. Двоюрідна сестра Курта, Беверлі, лікар за професією, обговорюючи з журналістами біографію музиканта і його трагічний кінець, особливо звернула увагу на той факт, що в сімействі Кобейна були широко поширені алкоголізм і психічні захворювання; зокрема, два його дядька по батьківській лінії наклали на себе руки (причому один із них обрав той же спосіб самогубства, що і його племінник — вистріливши собі в голову). У фільмі «Просочений відбілювачем» (2015 р.) спростовується факт серії самогубств серед родичів Кобейна, стверджується, що смерті мали природний характер або були результатом нещасного випадку. І стверджується, що міф про серію самогубств у родині Курта був інспірований Кортні Лав. Курт долучився до наркотиків в 13 років, коли він вперше спробував марихуану; пізніше він почав експериментувати з ЛСД і іншими галюциногенами, а також речовинами, що вживаються за допомогою вдихання. Героїн він вперше спробував приблизно в 1986 році, роздобувши його у того ж дилера, що раніше постачав «перкоданом» (опіоїдний анальгетик, що відпускаються за рецептом і приймаються перорально). Він продовжував вживати героїн протягом наступних кількох років, і до початку 1991 року в нього розвинулася важка залежність. Під час і після турне на підтримку Nevermind проблеми, пов'язані з наркоманією Кобейна, ставали все більш помітними: наприклад, на фотосесії в день виступу Nirvana на Saturday Night Live він кілька разів «відключився» прямо перед камерою. 1992 року, після того, як з'ясувалося, що його дружина Кортні Лав чекає дитину, обоє вирішили пройти курс реабілітації. Під час подальшого туру Nirvana по Австралії Кобейн виглядав худим, блідим і хворим, явно страждаючи від абстинентного синдрому. Після повернення з поїздки додому він знову повернувся до наркотиків.
У липні 1993 року Кобейн пережив важке передозування героїном. Кортні Лав виявила його лежачим без свідомості і, замість того, щоб викликати «швидку», особисто зробила йому ін'єкцію налоксона (препарат, що блокує опіоїдні рецептори і використовується при отруєнні опіовмісними речовинами). Того ж вечора він мав виступ на New Music Seminar у Нью-Йорку; попри інцидент, Кобейн бажав бути присутнім на шоу і відіграв із групою концерт попри свій стан.
1 березня наступного року, під час європейського туру, у Кобейна був діагностований бронхіт і важкий ларингіт. Другого березня він вилетів на лікування в Рим; наступного дня до нього приїхала Кортні Лав. Вранці четвертого вона прокинулася і виявила його лежачим без свідомості і без ознак життя. З'ясувалося, що у нього було передозування флунітразепамом у поєднанні з шампанським, яким він запив таблетки. Наступні кілька днів він провів у лікарні, а потім повернувся в Сіетл. Багато хто розглядає «римський інцидент» як його першу спробу самогубства, хоча сам Кобейн заявив, що це була просто «помилка».
18 березня Лав викликала поліцію, стверджуючи, що її чоловік замкнувся в кімнаті з рушницею і погрожує накласти на себе руки. Прибулі поліцейські конфіскували у Кобейна кілька рушниць (музикант захоплювався стрільбою) і банку з таблетками невідомого походження. Курт заявив, що не збирався вчинити самогубство і просто хотів сховатися від дружини, з якою у них сталася сварка. У відповідь на питання поліцейського Лав погодилася зі словами чоловіка, сказавши, що насправді він не збирався вбивати себе, хоча раніше стверджувала протилежне.
25 березня Лав викликала 10 осіб із числа друзів Курта і співробітників його звукозаписної компанії, щоб вони переконали його вирушити на лікування від героїнової залежності. Музикант поводився з ними різко, ображаючи їх, проте в кінці дня все ж погодився пройти курс реабілітації. Тридцятого він прибув у реабілітаційну клініку «Ексодус» у Лос-Анджелесі. Працівники клініки не знали про його депресивний стан і спроби самогубства; на вигляд він також здавався спокійним, вільно спілкувався з медичним персоналом і навіть весело грав із Френсіс Бін, коли її няня привезла півторарічну дівчинку на зустріч із батьком. Це був останній раз, коли він бачив свою дочку; того ж вечора він вийшов у двір, нібито покурити і переліз через двометрову стіну (вранці того ж дня він пожартував, що це був би «на рідкість безглуздий спосіб втечі»). Він взяв таксі і поїхав у лос-анджелеський аеропорт, а звідти вилетів у Сіетл. По сусідству з ним у літаку сидів Дафф Маккаган з Guns N' Roses; попри різку неприязнь Guns N' Roses і Екслу Роузу, Курт, здавалося, був радий бачити його. У наступні кілька днів його кілька разів бачили в різних місцях Сіетла; його дружина і товариші по групі в цей же час не знали про його місцезнаходження і безуспішно намагалися вийти на його слід. Кортні Лав найняла приватного детектива, щоб він допоміг їй вистежити Кобейна.

## Самогубство та смерть

### Смертельний постріл та поховання
8 квітня 1994 року електрик Гері Сміт (Gary Smith) прибув у будинок Кобейна, що розташовувався за адресою 171 Lake Washington Blvd East в Сіетлі, о 8 годині 30 хвилин для установки системи безпеки. Сміт кілька разів подзвонив у будинок, однак двері ніхто не відчинив. Потім він помітив припаркований у гаражі, що знаходився поруч із будинком, автомобіль Volvo, і вирішив, що господарі будинку, можливо, в гаражі або оранжереї, яка розташовувалася прямо над гаражем. Сміт перевірив гараж, потім піднявся по сходах до оранжереї. Через скляні двері оранжереї Сміт помітив тіло і припустив, що хтось спить, проте, придивившись, він побачив кров у лівому вусі і рушницю, що лежала поперек тіла. Так було виявлено тіло Курта Кобейна. О 8 годині 45 хвилин Гері Сміт подзвонив у поліцію і місцеву радіостанцію. Курт залишив передсмертну записку, написану червоною ручкою.
Протокол огляду місця події був складений формально, без поглибленого аналізу деталей. За однією з версій слідства, Кобейн ввів собі дозу героїну, несумісну з життям, і вистрілив собі в голову з рушниці. Також криміналісти прийшли до висновку, що Курт помер 5 квітня і його мертве тіло пролежало в будинку три дні. Існує припущення і про навмисне вбивство Курта. У список підозрюваних неофіційно потрапила Кортні Лав.
Після кремації частина праху Кобейна була розвіяна над річкою Уишка в його рідному Абердині, а частину залишила собі Кортні. Неофіційним місцем поклоніння пам'яті співака є меморіальна лава в парку Віретта (Viretta Park), розташованому недалеко від останнього будинку Кобейна в Сіетлі. Оранжерея над гаражем, де було знайдено тіло Курта, знесена в 1997 році, а сам будинок проданий. Курт Кобейн залишився іконою епохи після своєї смерті.

## Версія про вбивство
Першим версію про вбивство Кобейна озвучив американський журналіст Річард Лі (англ. Richard Lee), який через тиждень після смерті музиканта випустив серію передач Kurt Cobain Was Murdered. У них він подавав деталі поліцейських звітів та відеоматеріалів як неправдиві.
Пізніше відомим прихильником версії про вбивство став Том Ґрант, приватний детектив із Лос-Анджелесу, що був винайнятий Кортні Лав (яка сама на той час перебувала у Лос-Анджелесі) 3 квітня 1994 року, після того, як Кобейн втік із реабілітаційної клініки 1 квітня 1994 року. Том Ґрант був винайнятий Кортні для пошуків Курта, місцезнаходження якого було невідомим з 1 квітня 1994 року (тобто з моменту втечі з реабілітаційної клініки), а також для з'ясування особистості людини, що намагалася скористатися заблокованою кредитною карткою Курта за кілька днів до його смерті (пізніше Кортні зізналася Ґранту, що збрехала щодо кредитної картки Курта; намагаючись обмежити пересування свого чоловіка, вона анулювала його кредитну картку, заявивши, що вона нібито вкрадена). У Ґранта, за його словами, викликали подив нелогічна поведінка і плутані свідчення Кортні під час слідства. Крім того, як згодом встановив Ґрант, Кобейна бачили у їхньому з Кортні будинку в Сіетлі 2 квітня 1994 року. Лав знала про це, однак, винаймаючи Ґранта, нічого не повідомила йому, стверджуючи, що місцезнаходження Кобейна невідомо з 1 квітня 1994 року. Заразом Ґрант виявив низку цікавих фактів, як на його думку. За твердженням приватного детектива, хтось хотів змалювати картину самогубства і зробив це майже переконливо. Головними аргументами Ґранта стали такі твердження:
- вкрай високий вміст героїну в крові музиканта
У Кобейна були виявлені два сліди від ін'єкцій на обох руках; в крові було виявлено вміст слідів введеної дози героїну, що перевищує смертельну дозу втричі (1,52 мг на літр крові). За твердженням медичних експертів, одна смертельна доза героїну вводить людину в кому протягом декількох секунд, та вбиває її ще до того, як вона встигає витягти голку шприца з вени. Людина, у крові якої вже наявні три смертельні дози, навряд чи в змозі покласти шприц та інші допоміжні засоби назад у коробку, взяти рушницю і вистрілити собі в голову (слідством була відновлена саме така послідовність подій). У той же час відомо, що у людей, що зловживають опіатами протягом тривалого часу, організм призвичаюється до наркотиків. На питання, чи міг Кобейн настільки «звикнути» до героїну, щоб зазначена доза не тільки його не вбила, але навіть не призвела до знепритомлення, двоє з п'яти судмедекспертів, опитаних телекомпанією новин Dateline NBC, відповіли ствердно.
- про передсмертну записку
На думку Ґранта, передсмертна записка Кобейна, що була під час слідства основним доказом на користь версії про самогубство, не містила прямої вказівки про намір покінчити з життям. Записка не була адресована ні дружині, ні дочці Курта, у записці Курт звертається до своїх фанатів, яким він говорить про те, що полишає музичний бізнес. Останні рядки: «Кортні, не зупиняйся — заради Френсіс, заради її життя, яке буде набагато щасливішим без мене, я люблю вас» — написані з сильнішим натиском, ніж вся записка, і, на думку прихильників версії про вбивство, були додані пізніше іншою людиною. Ґрантом було опитано четверо експертів-графологів, але тільки один із них прийшов до висновку, що заключні рядки були написані кимось іншим. Решта експертів зійшлися в тому, що наданого матеріалу недостатньо для винесення беззаперечного рішення. Слід зазначити, що всі дослідження проводилися з використанням не оригінального листа, а його ксерокопії.
- про відбитки пальців:
На рушниці, з якої Курт нібито сам вистрілив собі в голову, не було виявлено не тільки «сторонніх відбитків пальців», але і відбитків пальців самого Курта.
- про дослідження шкіри рук:
На руках Кобейна після проведення експертизи не було виявлено жодних слідів, які б підтверджували те, що він заряджав рушницю або стріляв із неї (мікрочастинки технічного мастила, пороху тощо). Цього факту не було додано до офіційних документів розслідування.

Ґрант приходить до висновку, що замовницею вбивства була Кортні Лав. Відносини Лав із Кобейном в останні місяці його життя перебували в критичному стані; детектив вважав, що співачка злякалася можливого розлучення і віддала перевагу тому, щоб позбутися чоловіка. Незадовго до смерті Кобейн почав процес оформлення документів про розлучення, після оформлення яких частка Лав у спадщині від загиблого чоловіка зменшувалася б із 30 мільйонів доларів (як вдови) до одного мільйона (як колишньої дружини).
Аргументам Ґранта надав підтримки й документальний режисер Нік Брумфілд, автор фільму-розслідування Kurt & Courtney (1998). На створене ним відеоінтерв'ю з рок-музикантом Елдоном «El Duce» Гоуком, що увійшло до фільму, часто посилаються прихильники теорії про вбивство як на черговий доказ на користь того, що Кобейн був убитий, а не наклав на себе руки: на цьому записі Елдон робить заяву про те, що Кортні Лав пропонувала йому вбити її чоловіка і обіцяла за це 50 000 доларів, та каже, що знає, ким був убитий музикант, але імені злочинця не розкрив — тільки одного разу він назвав ім'я якогось «Алана», після чого засміявся і сказав: «Я зроблю так, щоб ФБР впіймали цього хлопця!». Усього через кілька днів після цього Гоук загинув під колесами поїзда (що, на думку прихильників теорії змови, також є досить підозрілим).
Водночас багато хто поставився до показань Ель Дуче критично; так, журналіст Еверетт Тру, що був близьким знайомим Кобейна, пише у своїй книзі Nirvana: The True Story (укр. «Nirvana: правдива історія»), що Гоук на цьому відео відверто знущається над інтерв'юером. Сам Брумфілд в інтерв'ю, зробленому невдовзі після виходу фільму «Kurt & Courtney», оголосив, що не вірить у вбивство: «Я гадаю, що він наклав на себе руки… Кортні лише підштовхнула його до цього».
І́єн Га́лперин (Ian Halperin) і Макс Воллес (Max Wallace) випустили 1999 року книгу Who Killed Kurt Cobain?, у якій вони провели розслідування версії про вбивство, а також взяли інтерв'ю у Тома Ґранта. Урешті-решт вони дійшли висновку, що, хоча для теорії змови і бракує вагомих доказів, смерть Кобейна все ще оповита безліччю запитань і не варто було б поспішати із закриттям справи про вбивство. 2004 року автори написали ще одну книгу, «Love and Death: The Murder of Kurt Cobain», у якій вони приходять до аналогічних висновків.